# When I Fall in Love
«When I Fall in Love» — песня Виктора Янга (музыка) и Эдварда Хеймана (слова). Исполнялась многими артистами.
Впервые прозвучала в американском фильме 1952 года One Minute to Zero. Потом в исполнении Дорис Дей стала хитом.
В исполнении американского певца Нэта Кинга Коула дважды издавалась отдельным синглом в Великобритании: в 1957 и 1987 годах.